# Термодинамички систем
Термодинамички систем је скуп великог броја честица (реда 1023 честица) са идеализованим механичким и електричним особинама, који се може на неки начин одвојити, тј. разликовати од околине, тако да буду задовољени задати гранични услови. 
Под термодинамичким системима се најчешће подразумевају једноставни системи, тј. хомогене, изотропне и ненаелектрисане системе на које не делују никаква спољашња поља (електрично, магнетно, гравитационо), и који су довољно велики да се код њих могу занемарити површински ефекти.
Типичан термодинамички систем се састоји из топлотног извора (грејача) и одвода топлоте (хладњака). Овакав систем производи механички рад преко клипова, полуга, замајаца, и сл. Могућа је и обрнута ситуација где механички рад има за последицу одвођење топлоте, и тада се систем назива топлотна пумпа, као што је на пример фрижидер).

## Стационарност
Изоловани термодинамички систем се одликује стационарношћу, тј. особином да након одређеног времена долази у стационарно стање.
Време релаксације система је карактеристично време потребно датом изолованом систему да дође у стационарно стање. У случају да систем зависи од више параметара (р1, р2, ..., рn) и да за сваки од њих има различито време релаксације (t1, t2, ..., tn), карактеристично време за цео систем је најдужи од временских интервала t1, t2, ..., tn.

## Примери термодинамичких система
- Типичан термодинамички систем је систем који производи механички рад (преко клипова, полуга, замајаца). Он се састоји из топлотног извора (грејача) и одвода топлоте (хладњака).
- Топлотна пумпа је термодинамички систем код ког механички рад има за последицу одвођење топлоте. Пример топлотне пумпе је фрижидер.